# Husinec (stacja kolejowa)
Husinec – stacja kolejowa w Husincu, w kraju południowoczeskim, w Czechach. Znajduje się na wysokości 585 m n.p.m.
Na stacji nie ma możliwość zakupu biletów, a obsługa podróżnych odbywa się w pociągu.

## Linie kolejowe
- 197 Číčenice – Volary – Nové Údolí